# Rage Against the Machine (албум)
Rage Against the Machine дебитантски је студијски албум истоименог америчког рок бенда. Издао га је Epic Records 3. новембра 1992. године. Албум је заузео 1. место америчке топ-листе Billboard Heatseekers и 45. листе Billboard 200. 